# Éditions Larousse

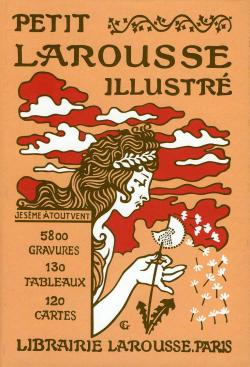
Coperta dicționarului Le Petit Larousse, ediția din anul 1905

Larousse este o casă de editură franceză specializată în lucrări de referință, în special dicționare. A fost fondată de Pierre Larousse. Lucrarea cea mai cunoscută a acestei case de editură este Le Petit Larousse.
Larousse este o filială a Hachette Livre din 2004.